# The Uplift Mofo Party Plan
The Uplift Mofo Party Plan ist das dritte Album der Red Hot Chili Peppers. Es erschien am 29. September 1987 und ist vor allem vom Funkrock geprägt. Das Album entstand in der Originalbesetzung der Gruppe.
2003 erschien eine überarbeitete Neuauflage mit Instrumentalfassungen der beiden Stücke Behind the Sun und Me and My Friends. Zudem trägt das Lied Party on Your Pussy, welches im Original auf Drängen der amerikanischen PMRC aufgrund seiner sexuellen Andeutung in Special Secret Song Inside umbenannt werden musste, wieder seinen Originaltitel.

## Titelliste
Alle Stücke, außer anderweitig angegeben, wurden von Anthony Kiedis, Michael Balzary, Jack Irons und Hillel Slovak geschrieben.
1. Fight Like a Brave – 3:51
2. Funky Crime – 3:01
3. Me and My Friends – 3:05
4. Backwoods – 3:05
5. Skinny Sweaty Man – 1:15
6. Behind the Sun – 4:39 (Michael Beinhorn)
7. Subterranean Homesick Blues – 2:32 (Bob Dylan)
8. Special Secret Song Inside – 3:14 (bzw. Party on Your Pussy)
9. No Chump Love Sucker – 2:42
10. Walkin’ on Down the Road – 3:46 (Cliff Martinez)
11. Love Trilogy – 2:39
12. Organic Anti-Beat Box Band – 4:00

2003 Remastered Version Bonustracks
13. Behind the Sun – 2:53 (Instrumental)
14. Me and My Friends – 1:54 (Instrumental)

## Chartplatzierungen
| ChartsChartplatzierungen       | Höchstplatzierung | Wochen |
| ------------------------------ | ----------------- | ------ |
| Vereinigte Staaten (Billboard) | 148 (18 Wo.)      | 18     |